# Albert Samuel Gatschet

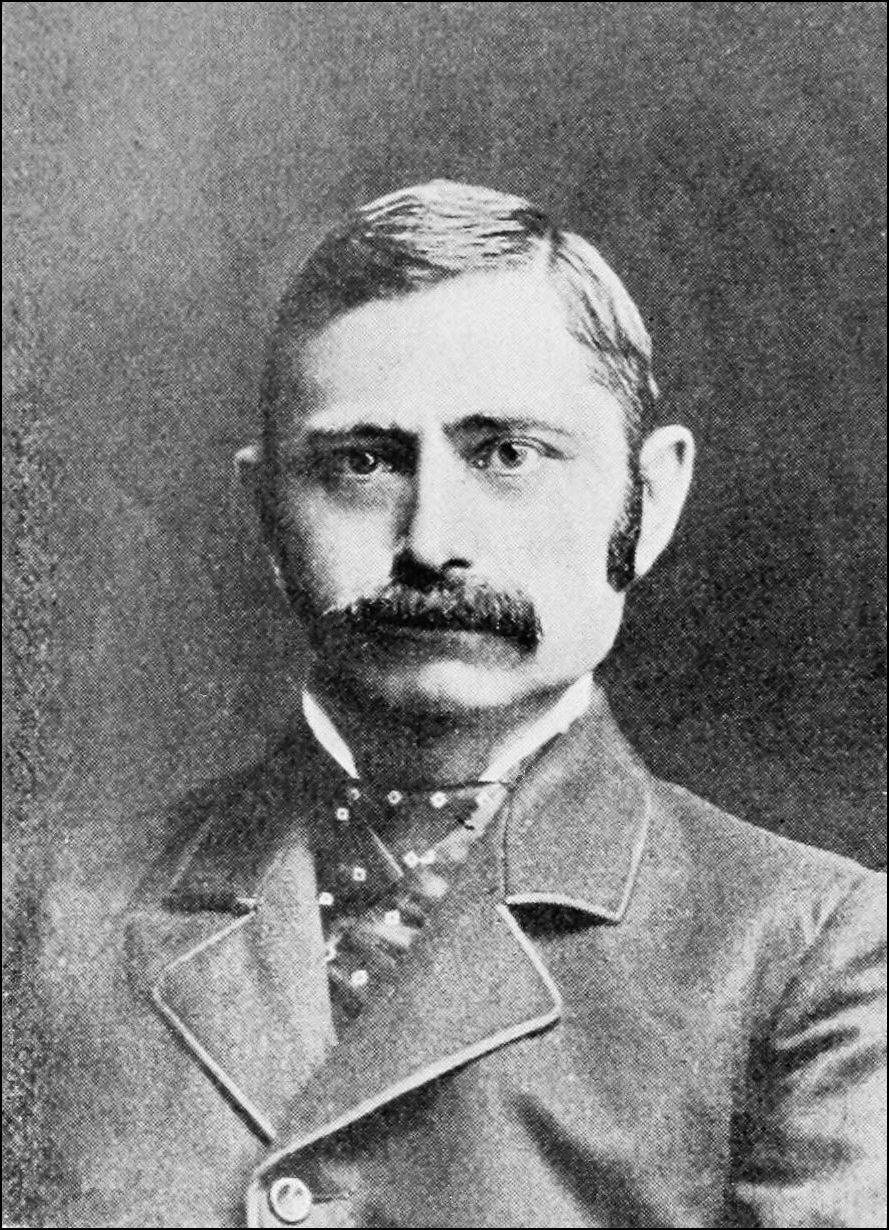
Albert Samuel Gatschet 1892

Albert Samuel Gatschet (* 3. Oktober 1832 in Beatenberg, Schweiz; † 16. März 1907 in Washington, Vereinigte Staaten) war ein Schweizer Ethnologe und Sprachforscher.

## Leben
Gatschet studierte zwischen 1846 und 1858 in Bern und Berlin und veröffentlichte 1865 bis 1867 Ortsetymologische Forschungen als Beiträge zu einer Toponomastik der Schweiz (Bern). Er war danach in Bern Redaktor bei verschiedenen wissenschaftlichen und literarischen Zeitschriften. 1868 wanderte er in die USA aus, ließ sich in New York City nieder und wurde seit 1874 zu einem Pionier bei der Erforschung der indigenen Sprachen Nordamerikas. 1877 wurde er Ethnologe bei der staatlichen Geologie-Behörde und 1879 Mitglied des Bureau of American Ethnology der Smithsonian Institution. Vom mexikanischen Golf bis Neufundland wirkend, wurde er zum Bewahrer der ethnologischen Eigenarten der untergehenden Stämme Nordamerikas. 1892 erhielt er den Ehrendoktortitel der Universität Bern. 1884 wurde er zum Mitglied der American Philosophical Society gewählt.

## Werke
- Ortsetymologische Forschungen als Beiträge zu einer Toponomastik der Schweiz. Verlag Nabu Press, 2010; ISBN 978-1-141-93817-9
- Zwölf Sprachen aus dem Südwesten Nordamerikas. Weimar (1876).
- Classification into 7 linguistic stocks of Western Indian dialects contained in 40 vocabularies. In: Wheeler (Hrsg.): Report upon United States' geographical surveys, Bd. 7.